# Trường Cao đẳng Bến Tre
Trường Cao đẳng Bến Tre là trường công lập thuộc hệ thống giáo dục quốc dân. Trải qua hơn 10 năm hình thành và phát triển, Nhà trường đã đào tạo trên 15 ngàn cử nhân Cao đẳng, cán bộ kỹ thuật trung cấp chuyên nghiệp và sơ cấp nghề đảm bảo chất lượng phục vụ đắc lực công cuộc công nghiệp hóa, hiện đại hóa quê hương, đất nước. Quy mô và loại hình đào tạo không ngừng được mở rộng, đội ngũ giảng viên, giáo viên thường xuyên được bồi dưỡng, học tập nâng cao về trình độ chuyên môn nghiệp vụ. Cơ sở vật chất trang thiết bị được đầu tư ngày càng đáp ứng nhu cầu và đòi hỏi của sự phát triển kinh tế – xã hội.

## Đào tạo
Các ngành đào tạo trình độ Cao đẳng: 14 ngành
Các ngành đào tạo trình độ Trung cấp chuyên nghiệp và đào tạo nghề
- Trung cấp chuyên nghiệp: 13 ngành
- Đào tạo nghề: 01

Các ngành
1. Giáo dục Mầm non, Điện dân dụng - công nghiệp, Lái xe A1, A3, A4,B2, D
2. Giáo dục Tiểu học, Xây dựng dân dụng - CN
3. Sư phạm Mĩ thuật, Sửa chữa ô tô xe máy
4. Tiếng Anh, Điện tử - Tin học
5. Việt Nam học (HD du lịch), Kế toán DN sản xuất
6. Tin học ứng dụng, Kế toán TM dịch vụ
7. Công nghệ KT Điện – Điện tử,Kế toán HC sự nghiệp
8. Công nghệ kỹ thuật Xây dựng, Quản lý ngân sách nhà nước
9. Công nghệ kỹ thuật Ô tô, Thuế nhà nước
10. Kế toán, Bảo hiểm
11. Quản trị kinh doanh, Chăn nuôi thú y
12. Tài chính – Ngân hàng, Nuôi trồng thủy sản
13. Công nghệ chế biến thủy sản, Chế biến thủy sản
14. Nuôi trồng thủy sản